# IBM 2321 Data Cell

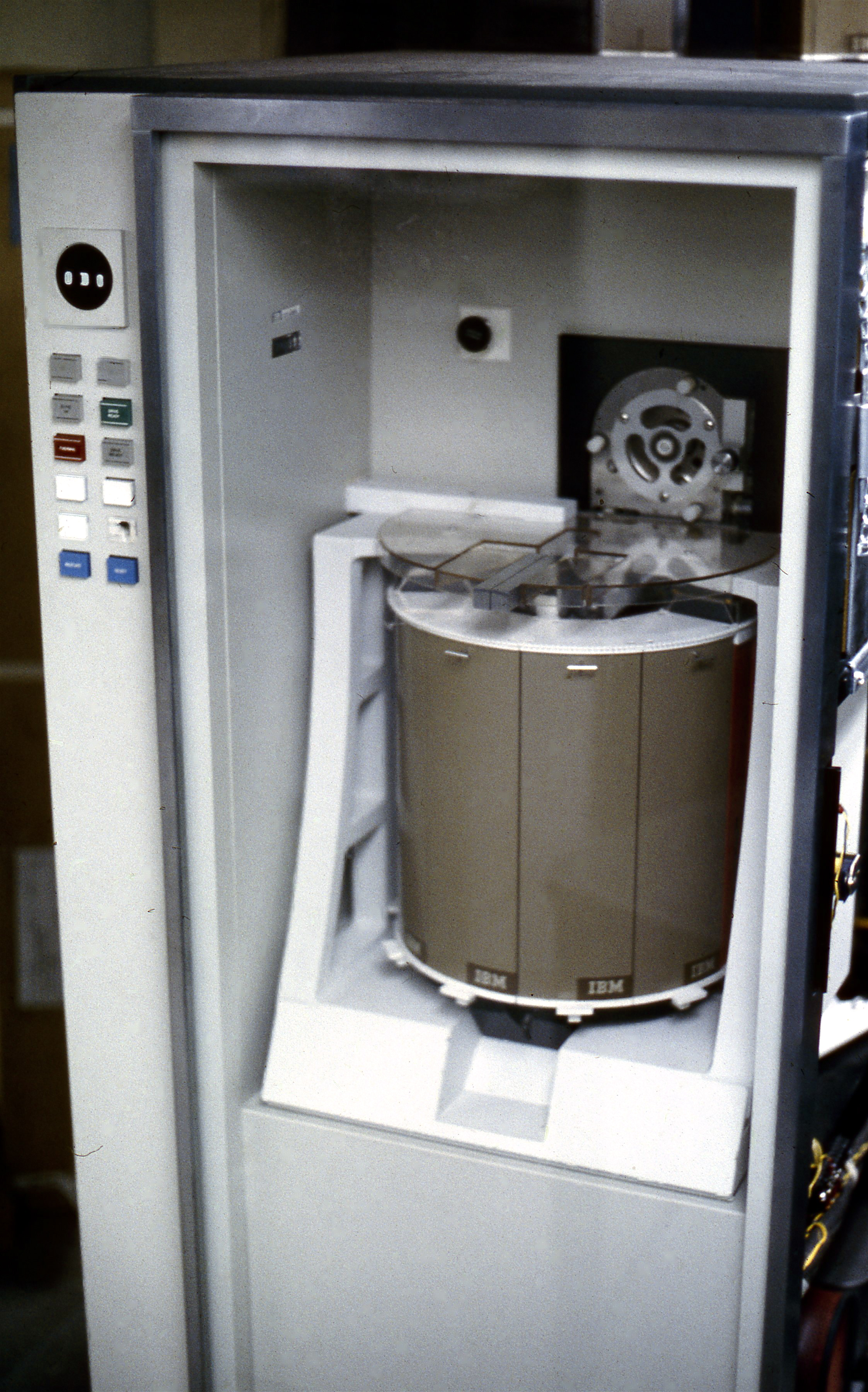
IBM 2321 Data Cell у комп'ютерному центрі Мічиганського університету, пізні 1960-ті

IBM 2321 Data Cell — накопичувач на магнітній стрічці унікальної конструкції, анонсований компанією IBM у квітні 1964 року, як периферійний пристрій для обчислювальних машин серії IBM System/360. Носієм даних слугували кілька сотень смужок магнітної стрічки, а сам накопичувач був пристроєм з прямим доступом (на противагу до звичайних котушкових пристроїв, що надавали лише послідовний доступ). Один прилад 2321 забезпечував ємність до 400 мільйонів байт, затримка доступу становила від 95 до 600 мілісекунд, в залежності від поточної позиції потрібного відрізка і розподілення даних у кожній «комірці» (англ. cell).

## Характеристики
IBM 2321 містив до 10 змінюваних і взаємозамінних «комірок», кожна з яких містила 200 відрізків магнітної стрічки. Контролером слугував IBM 2841, до якого могли під'єднуватися до восьми накопичувачів 2321, таким чином сумарна ємність даних у такій максимальній конфігурації (8 пристроїв по 400 мільйонів байт у кожному) складала більше ніж 3 гігабайти. Загалом даний пристрій вважається успішним, незважаючи на досить складні механізми вибору і зчитування відрізка стрічки.
У порівнянні з дисковими накопичувачами IBM 2311, що з'явилися приблизно у той же час, апарат 2321 Data Cell Device мав ємність більшу у 55 разів, при цьому будучи лише у 7 разів повільнішим (час доступу 85 мілісекунд у диска і до 600 мілісекунд у Data Cell). Вісім пристроїв Data Cell, керованих одним контролером IBM 2841, зберігали сумарно стільки ж даних, як і 441 диск IBM 2311, для роботи яких було необхідно 56 дискових контролерів.
Data Cell мав три системи позиціонування, що працювали одночасно: серво-гідравлічний привід для повороту «кошиків», щоб вибрати потрібну «підкомірку» (англ. subcell), і два соленоїдних приводи: перший для вибору стрічки, а другий — для вибору однієї з 5 позицій голівки (одна голівка мала 20 доріжок, таким чином на відрізку стрічки було 100 паралельних доріжок). Робоча рідина марки «Mobil DTE Light», знаходилася під тиском 1500 фунтів на квадратний дюйм, і незважаючи на багато чуток і жартів, протікання рідини траплялися вкрай рідко. Ємність мастильного резервуара становила 5 американських галонів.
Як пристрій з прямим доступом (англ. direct access storage device), 2321 Data Cell адресувався контролером каналу комп'ютера System/360 за тим же принципом, що і звичайні дискові накопичувачі. Для адресації потрібних даних використовувалося 6 байтів у форматі ØBBSCH (шістнадцятковий запис), де перший байт завжди 0, байти BB обирали комірку (інша назва «кошик», англ. bin) і підкомірку, S — відрізок стрічки (англ. strip), а CH — «циліндр» і голівку.
Через те, що відрізки стрічки були гнучкими і чимось нагадували листки для лазаньї, прилад 2321 жартома називали «підбирачем локшини» (англ. noodle picker).